# 抗议涨价大集会
抗议涨价大集会是由降低生活费运动（Gerakan Turun Kos Sara Hidup，TURUN）、橙色13（Jingga 13）、马来西亚大专生团结阵线（Solidariti Mahasiswa Malaysia，SMM）和马来西亚青年团结阵线（Solidariti Anak Muda Malaysia，SAMM）号召的集会，于2013年12月31日在吉隆坡独立广场举行。集會目的是抗议政府无法实现2013年选举承诺，在选后调涨民需用品的价格，也称为独立广场跨年集会（Rakyat Pilih Dataran Merdeka 31 Disember，RPDM31D）。
参加大集会者事先在吉隆坡市内的三个地点集合，分别是国企十合购物广场（Sogo）、吉隆坡中央艺术坊和占米清真寺，然后再游行到独立广场，当时约有100名警方人员和300名吉隆坡市政局执法人员在独立广场外值勤。
抗议涨价大集会事前并没有得到马来西亚皇家警察的许可，警方称大集会是由意图推翻政府的组织主办，属于非法的集会。 同时间在现场还有马来西亚旅游局举行的“2014年大马旅游年”（Visit Malaysia 2014）跨年倒数活动，约有3－5万人集合现场，包括参加倒数活动和集会的民众。 抗议涨价大集会一度令旅游局的倒数活动中止，集会最终和平解散。